# Rovensko pod Troskami (stacja kolejowa)
Rovensko pod Troskami – stacja kolejowa w Rovensko pod Troskami, w kraju libereckim, w Czechach. Znajduje się na wysokości 310 m n.p.m.
Jest zarządzana przez Správę železnic. Na stacji znajdują się kasy biletowe, na których istnieje możliwość zakupu biletów na wszystkie pociągi w tym międzynarodowe oraz rezerwacji miejsc.

## Linie kolejowe
- 041 Hradec Králové - Jičín - Turnov